# Tomoi
O Tomoi é uma arte marcial de contacto originária da Malásia. Este estilo de luta é praticado principalmente nos estados do norte como em Kedah, Trengganu e, especialmente, Kelantan. O tomoi está intimamente relacionado com outros estilos indochineses como ao muay thai na Tailândia, pradal serey no Camboja, muay lao, em Laos e lethwei em Mianmar. Os praticantes deste estilo de luta são chamados de petomoi.
A palavra "tomoi" é um cognato do termo tailandês muay dhoi, referente ao pugilismo e socos no combate em geral. Esta antiga designação era o nome original de uma arte ancestral tailandesa do muay thai, actualmente denominada de muay boran (boxe antigo). 